# Zanthoxylum parvum
Zanthoxylum parvum är en vinruteväxtart som beskrevs av Lloyd Herbert Shinners. Zanthoxylum parvum ingår i släktet Zanthoxylum och familjen vinruteväxter. Inga underarter finns listade i Catalogue of Life.